# Raufoss Fotball 2016
Questa voce raccoglie le informazioni riguardanti il Raufoss Fotball nelle competizioni ufficiali della stagione 2016.

## Stagione
Il Raufoss ha fatto ritorno in 1. divisjon a seguito della promozione dell'anno precedente. Il 16 dicembre 2015 sono stati compilati i calendari in vista della nuova stagione, con il Raufoss che avrebbe disputato la 1ª giornata nel weekend del 3 aprile ospitando il KFUM Oslo.
Il 1º aprile è stato sorteggiato il primo turno del Norgesmesterskapet 2016: il Raufoss avrebbe così fatto visita al Gjøvik-Lyn. Il Raufoss ha salutato la competizione in questo stesso turno, venendo sconfitto per 3-0.
La squadra ha chiuso la stagione al 16º ed ultimo posto finale, retrocedendo così in 2. divisjon.

## Maglie e sponsor
Lo sponsor tecnico per la stagione 2016 è stato Diadora, mentre lo sponsor ufficiale è stato Nammo AS. La divisa casalinga era costituita da una maglietta giallo ocra con rifiniture nere, pantaloncini e calzettoni neri. Quella da trasferta era invece totalmente nera.
| Casa | Trasferta |

## Rosa
| N. |                           | Ruolo | Calciatore               |
| -- | ------------------------- | ----- | ------------------------ |
| 1  | Norvegia (bandiera)       | P     | Ole Kristian Lauvli      |
| 2  | Svezia (bandiera)         | D     | Andreas Wrele            |
| 3  | Norvegia (bandiera)       | D     | Markus Rolandsen         |
| 4  | Norvegia (bandiera)       | D     | Steffen Hjelmtvedt       |
| 5  | Inghilterra (bandiera)    | D     | Aaron Jones              |
| 6  | Brasile (bandiera)        | A     | Evandro Roncatto         |
| 6  | Norvegia (bandiera)       | D     | Aleksander Solli         |
| 7  | Costa d'Avorio (bandiera) | C     | Emilie Noe Dadjo         |
| 7  | Norvegia (bandiera)       | A     | Rocky Lekaj              |
| 8  | Norvegia (bandiera)       | C     | Lars Johan Kollshaugen   |
| 9  | Svezia (bandiera)         | A     | Anton Henningsson        |
| 10 | Spagna (bandiera)         | C     | Alonso                   |
| 11 | Norvegia (bandiera)       | D     | Petter Senstad           |
| 12 | Norvegia (bandiera)       | P     | Christopher Lund Tronhus |

| N. |                                 | Ruolo | Calciatore              |
| -- | ------------------------------- | ----- | ----------------------- |
| 13 | Norvegia (bandiera)             | P     | Andreas Heggen          |
| 14 | Norvegia (bandiera)             | A     | Magnus Solum            |
| 14 | Norvegia (bandiera)             | A     | Håvard Lysvoll          |
| 15 | Sudafrica (bandiera)            | C     | Haashim Domingo         |
| 16 | Spagna (bandiera)               | C     | Marcos Gondra Krug      |
| 17 | Norvegia (bandiera)             | C     | Håvard Nome             |
| 18 | Norvegia (bandiera)             | A     | Ole Thomas Skogli       |
| 19 | Norvegia (bandiera)             | A     | Simen Næss              |
| 20 | Norvegia (bandiera)             | C     | Fredrik Greve Monsen    |
| 21 | Norvegia (bandiera)             | C     | Nicolai Fremstad        |
| 22 | Norvegia (bandiera)             | C     | Martin Heiberg          |
| 23 | Norvegia (bandiera)             | C     | Kristian Lønstad-Onsrud |
| 25 | Norvegia (bandiera)             | D     | Marius Svanberg Alm     |
| 27 | Bosnia ed Erzegovina (bandiera) | A     | Almir Aganspahić        |

## Calciomercato

### Sessione invernale(dal 01/01 al 31/03)
| Arrivi | Arrivi                   | Arrivi            | Arrivi     |
| R.     | Nome                     | da                | Modalità   |
| ------ | ------------------------ | ----------------- | ---------- |
| P      | Christopher Lund Tronhus | Stjørdals-Blink   | definitivo |
| D      | Aleksander Solli         |                   | svincolato |
| C      | Håvard Nome              | Alta              | definitivo |
| C      | Haashim Domingo          | Vitória Guimarães | prestito   |
| A      | Almir Aganspahić         | Osijek            | definitivo |
| A      | Simen Næss               |                   | svincolato |

| Partenze | Partenze           | Partenze | Partenze   |
| R.       | Nome               | a        | Modalità   |
| -------- | ------------------ | -------- | ---------- |
| D        | Thomas Andersen    | Redalen  | definitivo |
| D        | Abdel El Moussaoui | Grorud   | definitivo |
| C        | Óscar              | Egersund | definitivo |

### Tra le due sessioni
| Arrivi | Arrivi | Arrivi | Arrivi   |
| R.     | Nome   | da     | Modalità |
| ------ | ------ | ------ | -------- |

| Partenze | Partenze        | Partenze          | Partenze      |
| R.       | Nome            | a                 | Modalità      |
| -------- | --------------- | ----------------- | ------------- |
| C        | Haashim Domingo | Vitória Guimarães | fine prestito |
| A        | Håvard Lysvoll  | Tromsdalen        | definitivo    |

### Sessione estiva(dal 21/07 al 17/08)
| Arrivi | Arrivi           | Arrivi      | Arrivi     |
| R.     | Nome             | da          | Modalità   |
| ------ | ---------------- | ----------- | ---------- |
| C      | Emilie Noe Dadjo | Kongsvinger | definitivo |
| A      | Magnus Solum     | Degerfors   | prestito   |

| Partenze | Partenze               | Partenze        | Partenze   |
| R.       | Nome                   | a               | Modalità   |
| -------- | ---------------------- | --------------- | ---------- |
| D        | Aleksander Solli       | Asker           | definitivo |
| C        | Lars Johan Kollshaugen | Gjøvik-Lyn      | definitivo |
| A        | Rocky Lekaj            | Kristiansund BK | definitivo |

### Dopo la sessione estiva
| Arrivi | Arrivi           | Arrivi | Arrivi     |
| R.     | Nome             | da     | Modalità   |
| ------ | ---------------- | ------ | ---------- |
| A      | Evandro Roncatto |        | svincolato |

| Partenze | Partenze | Partenze | Partenze |
| R.       | Nome     | a        | Modalità |
| -------- | -------- | -------- | -------- |

## Risultati

### 1. divisjon

#### Girone di andata
| Raufoss 3 aprile 2016, ore 17:00 1ª giornata | Raufoss          | 0 – 0 referto | KFUM Oslo | Raufoss Stadion (1.175 spett.)\| Arbitro: \| Borgersen (Oslo) \| |
| Arbitro:                                     | Borgersen (Oslo) |               |           |                                                                  |

| Arbitro: | Moen (Lillestrøm) |

|                                        |           |                           |
| Moldskred 6’ Maykel 47’ Sotiroglou 90’ | Marcatori | 43’ Gondra Krug 72’ Lekaj |

| Arbitro: | Saggi (Drammen) |

|                                                  |           |             |
| Nome 19’, 37’ Lekaj 20’ Næss 38’ Henningsson 54’ | Marcatori | 77’ Mjønner |

| Arbitro: | Tennøy (Bergen) |

|                |           |           |
| Bamba 69’, 89’ | Marcatori | 90’ Solli |

| Arbitro: | Amland (Bergen) |

|                |           |            |
| Lekaj 38’, 90’ | Marcatori | 46’ Langås |

| Arbitro: | Haugen (Rælingen) |

|                         |           |  |
| Stokke 13’ Aas 44’, 86’ | Marcatori |  |

| Arbitro: | Hauge (Bergen) |

|                 |           |                      |
| Gondra Krug 75’ | Marcatori | 4’ Zajić 61’ Engblom |

| Arbitro: | Jonsson Trædal (Oslo) |

|              |           |                |
| Kapidžić 58’ | Marcatori | 65’ Aganspahić |

| Arbitro: | Hansen (Oslo) |

|  |           |                       |
|  | Marcatori | 82’ Kovács 84’ Sellin |

| Arbitro: | Gjermshus (Oslo) |

|                |           |            |
| Pellegrino 51’ | Marcatori | 90’ Alonso |

| Arbitro: | Amland (Bergen) |

|                     |           |  |
| Ulland Andersen 81’ | Marcatori |  |

| Arbitro: | Smehus Kringstad (Oslo) |

|  |           |              |
|  | Marcatori | 11’ Berglann |

| Arbitro: | Saggi (Drammen) |

|                                              |           |                        |
| Rolandsen 27’ (aut.) Herrem 46’ Soltvedt 71’ | Marcatori | 23’ (aut.) Hammersland |

| Arbitro: | Jonsson Trædal (Oslo) |

|         |           |                                |
| Næss 6’ | Marcatori | 14’ Raaen Sandmæl 90’ Riksvold |

| Arbitro: | Følstad Skarsem (Trondheim) |

|                                              |           |  |
| Aasen 7’ Melgalvis 21’ Øby 78’ Brændsrød 90’ | Marcatori |  |

#### Girone di ritorno
| Arbitro: | Moen (Lillestrøm) |

|                    |           |  |
| Senstad 70’ (rig.) | Marcatori |  |

| Arbitro: | Tennøy (Bergen) |

|                           |           |             |
| Lekaj 45’ Gondra Krug 54’ | Marcatori | 13’ N'Diaye |

| Arbitro: | Borgersen (Oslo) |

|                  |           |           |
| Solberg 90’, 90’ | Marcatori | 62’ Lekaj |

| Arbitro: | Trædal (Oslo) |

|                 |           |                         |
| Henningsson 83’ | Marcatori | 2’ Myrkaskog 58’ Ueland |

| Arbitro: | Saggi (Drammen) |

|                                              |           |  |
| Hagen 12’ Ogungbaro 45’ Sow 45’ Berglann 88’ | Marcatori |  |

| Raufoss 21 agosto 2016, ore 18:00 21ª giornata        | Raufoss   | 2 – 0 referto | Hødd | Raufoss Stadion (712 spett.) |
| \| \| \| \| \| Dadjo 58’ Solum 67’ \| Marcatori \| \| |           |               |      |                              |
|                                                       |           |               |      |                              |
| Dadjo 58’ Solum 67’                                   | Marcatori |               |      |                              |

| Arbitro: | Hansen (Oslo) |

|                               |           |          |
| Sellin 14’, 89’ Offenberg 22’ | Marcatori | 73’ Næss |

| Arbitro: | Hagenes (Marikollen) |

|                                              |           |                                                                   |
| Næss 18’ Gondra Krug 48’ Dadjo 84’ Jones 90’ | Marcatori | 10’ (rig.) Achrifi 23’ Blårud 34’ (rig.) Melgalvis 44’, 67’ Trøen |

| Arbitro: | Moen (Oslo) |

|                     |           |  |
| Helle 3’ Bøgild 90’ | Marcatori |  |

| Arbitro: | Amland (Bergen) |

|          |           |                         |
| Næss 73’ | Marcatori | 44’ Lekaj 88’ Rønningen |

| Arbitro: | Følstad Skarsem (Trondheim) |

|                             |           |  |
| Breimyr 7’ Engblom 15’, 46’ | Marcatori |  |

| Arbitro: | Haugen (Rælingen) |

|                                   |           |                                                   |
| Hjelmtvedt 14’ Senstad 26’ (rig.) | Marcatori | 16’ Maykel 65’ (rig.) Niang 72’ Güven 73’ Røyrane |

| Arbitro: | Jonsson Trædal (Oslo) |

|           |           |  |
| Stene 53’ | Marcatori |  |

| Arbitro: | Aslam |

|  |           |                                                               |
|  | Marcatori | 8’ Stokke 13’ Hopen 37’ Astvald 48’, 54’ Lykke Strand 84’ Bye |

| Arbitro: | Følstad Skarsem (Trondheim) |

|  |           |                                              |
|  | Marcatori | 37’ Henningsson 79’ Lønstad Onsrud 90’ Wrele |

### Norgesmesterskapet
| Gjøvik 13 aprile 2016, ore 18:00 Primo turno                 | Gjøvik-Lyn | 3 – 0 referto | Raufoss | Gjøvik Stadion |
| \| \| \| \| \| Alegre 44’ Diallo 53’, 89’ \| Marcatori \| \| |            |               |         |                |
|                                                              |            |               |         |                |
| Alegre 44’ Diallo 53’, 89’                                   | Marcatori  |               |         |                |

## Statistiche

### Statistiche di squadra
| Competizione       | Punti | In casa | In casa | In casa | In casa | In casa | In casa | In trasferta | In trasferta | In trasferta | In trasferta | In trasferta | In trasferta | Totale | Totale | Totale | Totale | Totale | Totale | DR  |
| Competizione       | Punti | G       | V       | N       | P       | Gf      | Gs      | G            | V            | N            | P            | Gf           | Gs           | G      | V      | N      | P      | Gf     | Gs     | DR  |
| ------------------ | ----- | ------- | ------- | ------- | ------- | ------- | ------- | ------------ | ------------ | ------------ | ------------ | ------------ | ------------ | ------ | ------ | ------ | ------ | ------ | ------ | --- |
| 1. divisjon        | 21    | 15      | 5       | 1       | 9       | 22      | 29      | 15           | 1            | 2            | 12           | 11           | 33           | 30     | 6      | 3      | 21     | 33     | 62     | -29 |
| Norgesmesterskapet | -     | 0       | 0       | 0       | 0       | 0       | 0       | 1            | 0            | 0            | 1            | 0            | 3            | 1      | 0      | 0      | 1      | 0      | 3      | -3  |
| Totale             | -     | 15      | 5       | 1       | 9       | 22      | 29      | 16           | 1            | 2            | 13           | 11           | 36           | 31     | 6      | 3      | 22     | 33     | 65     | -32 |

### Andamento in campionato
| Giornata  | 1  | 2  | 3 | 4  | 5 | 6 | 7  | 8  | 9  | 10 | 11 | 12 | 13 | 14 | 15 | 16 | 17 | 18 | 19 | 20 | 21 | 22 | 23 | 24 | 25 | 26 | 27 | 28 | 29 | 30 |
| --------- | -- | -- | - | -- | - | - | -- | -- | -- | -- | -- | -- | -- | -- | -- | -- | -- | -- | -- | -- | -- | -- | -- | -- | -- | -- | -- | -- | -- | -- |
| Luogo     | C  | T  | C | T  | C | T | C  | T  | C  | T  | T  | C  | T  | C  | T  | C  | C  | T  | C  | T  | C  | T  | C  | T  | C  | T  | C  | T  | C  | T  |
| Risultato | N  | P  | V | P  | V | P | P  | N  | P  | N  | P  | P  | P  | P  | P  | V  | V  | P  | P  | P  | V  | P  | P  | P  | P  | P  | P  | P  | P  | V  |
| Posizione | 11 | 14 | 6 | 10 | 7 | 8 | 11 | 11 | 12 | 12 | 14 | 15 | 16 | 16 | 16 | 15 | 15 | 15 | 15 | 15 | 15 | 15 | 15 | 16 | 16 | 16 | 16 | 16 | 16 | 16 |

Fonte:  OBOS-ligaen 2016, su altomfotball.no, Altomfotball.
Legenda:

Luogo: C = Casa; T = Trasferta. Risultato: V = Vittoria; N = Pareggio; P = Sconfitta.

### Statistiche dei giocatori
| Giocatore         | 1. divisjon | 1. divisjon | 1. divisjon | 1. divisjon | Norgesmesterskapet | Norgesmesterskapet | Norgesmesterskapet | Norgesmesterskapet | Coppe europee | Coppe europee | Coppe europee | Coppe europee | Altre coppe | Altre coppe | Altre coppe | Altre coppe | Totale   | Totale | Totale      | Totale     |
| Giocatore         | Presenze    | Reti        | Ammonizioni | Espulsioni  | Presenze           | Reti               | Ammonizioni        | Espulsioni         | Presenze      | Reti          | Ammonizioni   | Espulsioni    | Presenze    | Reti        | Ammonizioni | Espulsioni  | Presenze | Reti   | Ammonizioni | Espulsioni |
| ----------------- | ----------- | ----------- | ----------- | ----------- | ------------------ | ------------------ | ------------------ | ------------------ | ------------- | ------------- | ------------- | ------------- | ----------- | ----------- | ----------- | ----------- | -------- | ------ | ----------- | ---------- |
| Alonso            | 18          | 1           | 3           | 0           | 0                  | 0                  | 0                  | 0                  |               |               |               |               |             |             |             |             | 18       | 1      | 3           | 0          |
| A. Aganspahić     | 25          | 1           | 3           | 0           | 1                  | 0                  | 0                  | 0                  |               |               |               |               |             |             |             |             | 26       | 1      | 3           | 0          |
| E. Dadjo          | 9           | 2           | 2           | 0           | -                  | -                  | -                  | -                  |               |               |               |               |             |             |             |             | 9        | 2      | 2           | 0          |
| H. Domingo        | 8           | 0           | 1           | 0           | 0                  | 0                  | 0                  | 0                  |               |               |               |               |             |             |             |             | 8        | 0      | 1           | 0          |
| N. Fremstad       | 9           | 0           | 0           | 0           | 0                  | 0                  | 0                  | 0                  |               |               |               |               |             |             |             |             | 9        | 0      | 0           | 0          |
| M. Gondra Krug    | 29          | 4           | 3           | 0           | 1                  | 0                  | 0                  | 0                  |               |               |               |               |             |             |             |             | 30       | 4      | 3           | 0          |
| F. Greve Monsen   | 12          | 0           | 3           | 1           | 1                  | 0                  | 0                  | 0                  |               |               |               |               |             |             |             |             | 13       | 0      | 3           | 1          |
| A. Heggen         | 1           | -3          | 0           | 0           | 0                  | -0                 | 0                  | 0                  |               |               |               |               |             |             |             |             | 1        | -3     | 0           | 0          |
| M. Heiberg        | 3           | 0           | 0           | 0           | 0                  | 0                  | 0                  | 0                  |               |               |               |               |             |             |             |             | 3        | 0      | 0           | 0          |
| A. Henningsson    | 16          | 3           | 2           | 0           | 1                  | 0                  | 1                  | 0                  |               |               |               |               |             |             |             |             | 17       | 3      | 3           | 0          |
| S. Hjelmtvedt     | 26          | 1           | 3           | 0           | 1                  | 0                  | 0                  | 0                  |               |               |               |               |             |             |             |             | 27       | 1      | 3           | 0          |
| A. Jones          | 14          | 1           | 3           | 0           | 0                  | 0                  | 0                  | 0                  |               |               |               |               |             |             |             |             | 14       | 1      | 3           | 0          |
| L. Kollshaugen    | 0           | 0           | 0           | 0           | 0                  | 0                  | 0                  | 0                  |               |               |               |               |             |             |             |             | 0        | 0      | 0           | 0          |
| O. Lauvli         | 21          | -38         | 1           | 0           | 0                  | -0                 | 0                  | 0                  |               |               |               |               |             |             |             |             | 21       | -38    | 1           | 0          |
| R. Lekaj          | 18          | 6           | 2           | 0           | 1                  | 0                  | 1                  | 0                  |               |               |               |               |             |             |             |             | 19       | 6      | 3           | 0          |
| K. Lønstad-Onsrud | 26          | 2           | 5           | 0           | 1                  | 0                  | 0                  | 0                  |               |               |               |               |             |             |             |             | 27       | 2      | 5           | 0          |
| C. Lund Tronhus   | 8           | -21         | 0           | 0           | 1                  | -3                 | 0                  | 0                  |               |               |               |               |             |             |             |             | 9        | -24    | 0           | 0          |
| H. Lysvoll        | 11          | 0           | 0           | 0           | 1                  | 0                  | 0                  | 0                  |               |               |               |               |             |             |             |             | 12       | 0      | 0           | 0          |
| S. Næss           | 24          | 4           | 0           | 0           | 1                  | 0                  | 0                  | 0                  |               |               |               |               |             |             |             |             | 25       | 4      | 0           | 0          |
| H. Nome           | 23          | 2           | 6           | 0           | 1                  | 0                  | 0                  | 0                  |               |               |               |               |             |             |             |             | 24       | 2      | 6           | 0          |
| M. Rolandsen      | 13          | 0           | 2           | 0           | 1                  | 0                  | 0                  | 0                  |               |               |               |               |             |             |             |             | 14       | 0      | 2           | 0          |
| E. Roncatto       | 4           | 0           | 0           | 0           | -                  | -                  | -                  | -                  |               |               |               |               |             |             |             |             | 4        | 0      | 0           | 0          |
| P. Senstad        | 29          | 2           | 1           | 0           | 1                  | 0                  | 0                  | 0                  |               |               |               |               |             |             |             |             | 30       | 2      | 1           | 0          |
| O. Skogli         | 8           | 0           | 1           | 0           | 0                  | 0                  | 0                  | 0                  |               |               |               |               |             |             |             |             | 8        | 0      | 1           | 0          |
| A. Solli          | 14          | 1           | 2           | 0           | 0                  | 0                  | 0                  | 0                  |               |               |               |               |             |             |             |             | 14       | 1      | 2           | 0          |
| M. Solum          | 10          | 1           | 1           | 0           | -                  | -                  | -                  | -                  |               |               |               |               |             |             |             |             | 10       | 1      | 1           | 0          |
| M. Svanberg Alm   | 1           | 0           | 0           | 0           | 0                  | 0                  | 0                  | 0                  |               |               |               |               |             |             |             |             | 1        | 0      | 0           | 0          |
| A. Wrele          | 29          | 1           | 3           | 0           | 1                  | 0                  | 0                  | 0                  |               |               |               |               |             |             |             |             | 30       | 1      | 3           | 0          |